# Bürgerstiftung Salzgitter
Die Bürgerstiftung Salzgitter ist eine am 15. Juni 2002 gegründete selbständige und unabhängige Institution zur Förderung verschiedener gemeinnütziger und mildtätiger Zwecke im Gebiet der Stadt Salzgitter. Mit einem Gründungskapital von 684.400 Euro war sie bei ihrer Gründung die zweitgrößte Bürgerstiftung Deutschlands. Die Stiftung tastet ihr Grundkapital von 800.000 Euro (Stand 2011) nicht an, die Zinsen werden jährlich an gemeinnützige Projekte ausgeschüttet. 400.000 Euro waren dies bis zum Jahr 2010.
Vorsitzender des Stiftungsrates der Bürgerstiftung Salzgitter ist derzeit (2020) Helmut Knebel, der von 2001 bis 2006 Oberbürgermeister der Stadt Salzgitter war. Vorsitzender des Vorstandes ist Rainer Krause (Geschäftsführer der WEVG), seine Stellvertreter sind Christiane Voss und Roland Staab.
Der „Stiftungstag“ wird regelmäßig einmal im Jahr veranstaltet. Hierbei werden Spenden an gemeinnützige Projekte und Organisationen übergeben. Jeder Bürger kann teilnehmen. Von jedem Gast wird erwartet, dass er mindestens 100 Euro spendet. Die Speisen an diesem Tag werden gesponsert. Bei den bisherigen Stiftungsessen der letzten Jahre gab es jeweils Einnahmen in Höhe von etwa 10.000 Euro.
Erstmals fand im Jahr 2008 im Innenhof vor Schloss Salder ein Stadtfrühstück in Salzgitter statt, das von der Bürgerstiftung organisiert wird und das seitdem jährlich veranstaltet wird. Der seit 2007 ausgetragene Stiftungslauf am Salzgittersee ist ein vom Niedersächsischen Leichtathletik-Verband offiziell genehmigter Volkslauf.